# Янко Родін
Янко Родін (хорв. Janko Rodin, нар. 17 лютого 1900, Каштел Лукшич  — пом. 13 вересня 1974, там само) —  югославський футболіст, що грав на позиції захисника. Відомий виступами за клуб «Хайдук», а також національну збірну Югославії. Чемпіон Югославії. 

## Клубна кар'єра
Дебютував в офіційному матчі у складі «Хайдука» 18 квітня 1920 року у матчі чемпіонату Спліта проти клубу «Юг» (0:1). Виступав з невеликими перервами у команді до 1931 року. Був одним з провідних гравців клубу разом з такими футболістами, як Мирослав Дешкович, Отмар Гаццарі, Миховил Боровчич Курир, Любомир Бенчич, Вінко Радич, Мірко Боначич, Антун Боначич, Отмар Гаццарі, Шиме Подує, Велько Подує, Лео Лемешич, що протягом багатьох років складали стабільний кістяк команди. Багаторазовий чемпіон футбольної асоціації Спліта. Перший час Родін грав на різних позиціях, в тому числі і нападника, навіть двічі встиг стати найкращим бомбардиром чемпіонату Спліта, забиваючи по 9 голів  у сезонах 1921-22 і 1922-23.  Згодом же остаточно перейшов у ліню захисту. 
Родін працював на митниці і часто по службових справах знаходився у Белграді. В цей час він виступав за місцевий клуб БСК. Зокрема, зіграв 4 матчі у фінальному турнірі чемпіонату Югославії 1927 року, де його клуб завоював срібні медалі. А чемпіоном став рідний клуб гравця - «Хайдук», до складу якого Янко повернувся по завершенні сезону і встиг зіграти у новоствореному міжнародному турнірі для провідних клубів Центральної Європи – Кубку Мітропи, куди клуб зі Спліту потрапив у ролі чемпіона Югославії. У першому раунді змагань «Хайдук» двічі поступився віденському «Рапіду» (1:8, 0:1). Родін у цих матчах був капітаном своєї команди. 
Здобути перемогу у чемпіонаті у складі «Хайдука» Янко вдалося у 1929 році. Змагання вийшло досить скандальним. За підсумками сезону переможцем став БСК, що набрав таку ж кількість очок, що і «Хайдук», але випереджав команду зі Спліта за додатковими показниками. Та федерація футболу визнала два матчі БСК недійсними через участь недозволеного гравця. У підсумку представники столичного клубу переграли лише один з цих матчів (якраз проти «Хайдука» і вдруге перемогли з рахунком 2:1 замість 3:1 на початку сезону), а у другому команді зарахували технічну поразку. Таким чином «Хайдук» виявився попереду БСК на два очки. Янко зіграв у всіх десяти (з врахуванням двох матчів кваліфікації) матчах того чемпіонату. 
Загалом у складі «Хайдука» Родін зіграв у 1920–1931 роках 251 матч і забив 35 м'ячів. Серед них 28 матчів у чемпіонаті Югославії, 24 матчі і 21 гол у чемпіонаті Спліта, 2 матчі у Кубку Мітропи, 7 матчів у Кубку югославської федерації, 190 матчів і 14 голів у інших турнірах і товариських матчах. 

## Виступи за збірну
1924 року дебютував в офіційних матчах у складі національної збірної Югославії у грі проти Австрії (1:4). В тому ж році став учасником Олімпійських ігор, де  Югославія в першому ж раунді з рахунком 0:7 поступилась Уругваю, майбутньому чемпіону змагань. 
У вересні 1924 року Янко відіграв також у поєдинку проти Чехословаччини (0:2). Цей матч примітний тим, що у ньому за збірну зіграли 10 гравців «Хайдука», лише воротар Драгутин Фридрих представляв загребський ХАШК (провідним воротарем «Хайдука» у той час був італієць Отмар Гаццарі). Загалом зіграв за збірну лише 4 гри. У ті часи югославська збірна проводила порівняно невелику кількість матчів, а до її складу частіше викликали представників Загреба і Белграда, ніж гравців провінцій. 
Виступав у складі збірної Спліта. Зокрема, у 1924 і 1925 роках у складі збірної міста (до якої входили лише представники «Хайдука») ставав срібним призером Кубка короля Олександра, турніру для збірних найбільших міст Югославії. Граючи за БСК, Янко провів 5 матчів у складі збірної Белграда. 
| Дата       | Місто   | Господарі | Результат | Гості          | Турнір                  | Голи | Примітки |
| ---------- | ------- | --------- | --------- | -------------- | ----------------------- | ---- | -------- |
| 10.02.1924 | Загреб  | Югославія | 1 – 4     | Австрія        | товариський матч        | -    |          |
| 26.05.1924 | Коломбо | Уругвай   | 7 – 0     | Югославія      | Олімпійські ігри – 1/8  | -    |          |
| 28.09.1924 | Загреб  | Югославія | 0 – 2     | Чехословаччина | товариський матч        | -    |          |
| 03.10.1926 | Загреб  | Югославія | 2 – 3     | Румунія        | Кубок короля Олександра | -    |          |
| Усього     |         | Матчів    | 4         |                | Голів                   | 0    |          |

### Статистика виступів у кубку Мітропи
| №                      | Розіграш               | Стадія                 | Дата та місце проведення | Команда 1              | Рахунок | Команда 2      | Голи |
| ---------------------- | ---------------------- | ---------------------- | ------------------------ | ---------------------- | ------- | -------------- | ---- |
| 1                      | 1927                   | 1/4                    | 14.08.1927 Відень        | Рапід (Відень)         | 8:1     | Хайдук (Спліт) | 68'  |
| 2                      | 1927                   | 1/4                    | 21.08.1927 Спліт         | Хайдук (Спліт)         | 0:1     | Рапід (Відень) |      |
| Всього у кубку Мітропи | Всього у кубку Мітропи | Всього у кубку Мітропи | Всього у кубку Мітропи   | Всього у кубку Мітропи | 2       |                | 0    |

## Після завершення ігрової кар'єри
Працював функціонером у «Хайдуці». Двічі обирався президентом клубу у 1939—1941 і 1944—1945 роках. 
Помер на 75-му році життя 15 вересня 1974 року у рідному містечку Каштел Лукшич, що є частиною адміністративного центру Каштела. 

## Трофеї і досягнення
- Чемпіон Югославії: 1929;
- Срібний призер чемпіонату Югославії: 1924, 1928 (у складі «Хайдука») і 1927 (у складі БСК);
- Чемпіон футбольної асоціації Спліта[4]: 1920-21, 1921-22, 1922-23, 1923-24, 1924-25, 1926 (о), 1928, 1930 (в), 1930 (о);
- Найкращий бомбардир чемпіонату Спліта: 1921-22, 1922-23;
- Срібний призер Кубка короля Олександра: 1924, 1925.